# 伊朗礦業

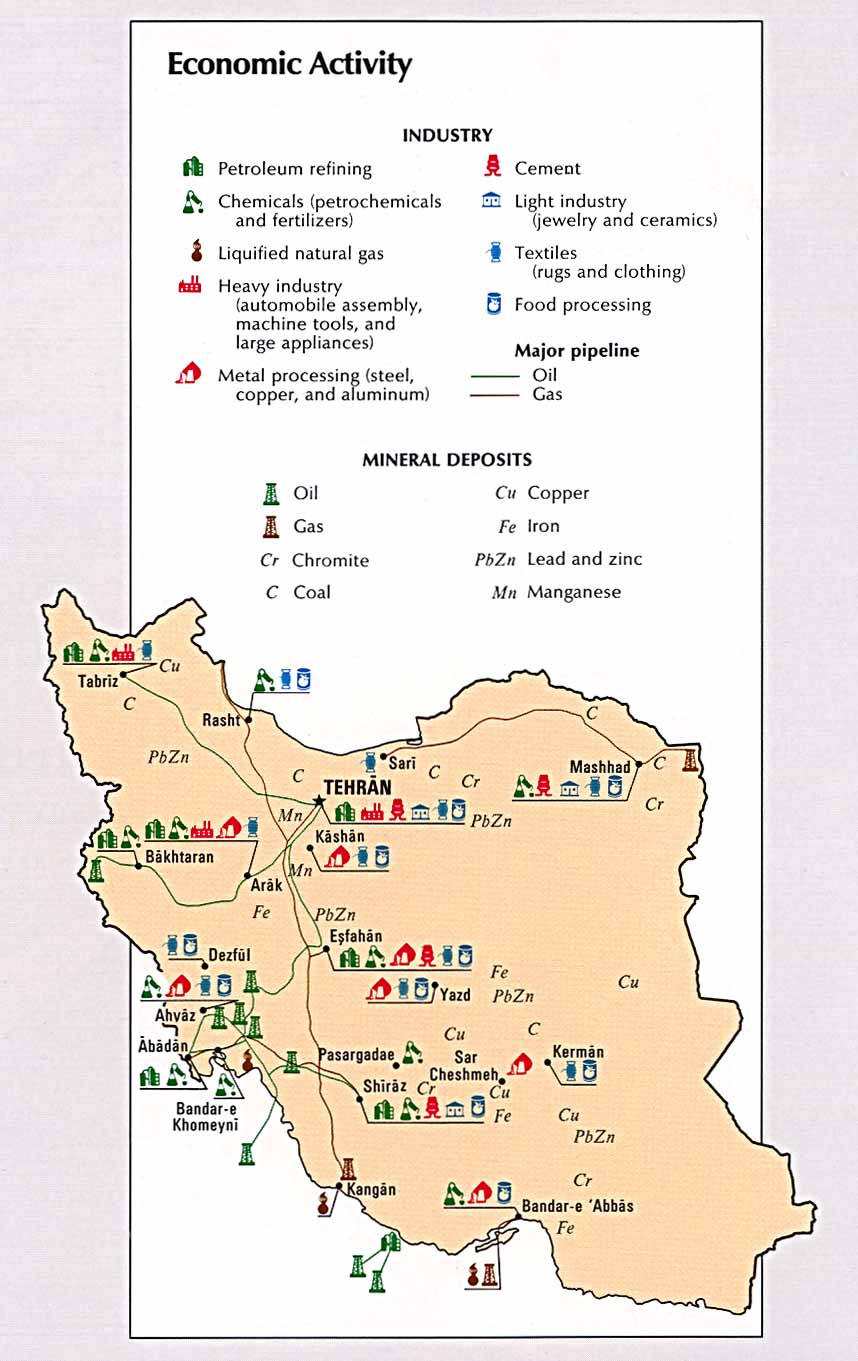
伊朗工業與礦業分佈圖

雖然伊朗礦業（英語：Mining in Iran）仍處於發展階段，但該國已是世界上最重要的礦產生產國之一，位列15個主要礦產富饒國家之一。該國擁有約68種礦藏，在2014年，已探明儲量有370億噸，潛在儲量超過570億噸。礦業產值僅佔該國國內生產總值（GDP）的0.6%。把其他與採礦相關的行業包含在內，加總的數字僅增加到4% (2005年)。造成這種情況的因素很多，例如缺乏適當基礎設施、法律上障礙、勘探困難和政府控制。
伊朗最重要的礦藏包含煤炭、金屬礦物、沙和礫石、化學礦物和鹽。呼羅珊省擁有伊朗最多運作中的礦場。其他有巨大儲量，但開發不足的礦藏有鋅礦（儲量世界第一）、銅礦（據伊朗國家銅業公司董事總經理在2011年稱，儲量為世界第9名）、鐵礦（根據美國地質調查局的數據，為世界第12名）、鈾礦（世界第10名）、和鉛礦（世界第11名）。伊朗人口數目約佔全球的1%，但擁有世界礦產總儲量的7%以上。
伊朗在2019年是世界第2大石膏生產國、第8大鉬生產國、第8大銻生產國、第11大鐵礦生產國、第18大硫生產國、全球第21大鹽生產國。伊朗在2018年是世界第13大鈾生產國。

## 相關經濟數字
伊朗近年在礦業的投資，佔全國的30%。而在2008年，在德黑蘭股票交易所上市礦產公司的股票市值佔總市值的45%。同年，礦產行業和相關工業的產值佔GDP的比例高於5%。在2009年，伊朗前100家公司（參見伊朗知名公司列表）中利潤率最高的行業是礦業，淨利率為58%，而美國財富500強企業的利潤率為11%。伊朗在2009-2010年第一季度，出口近560萬噸礦產，價值超過12億美元。 
在2009-2010的整個年度，伊朗礦業出口額達到81.3億美元，約佔該國非石油類礦物出口金額的32% 鐵礦價格每年在礦場和鋼鐵廠談判後，再經政府確定。在2008年，鐵礦的平均價格定為每噸56美元。伊朗積極進行鋼鐵、水泥和鐵礦價格自由化的工作，在2012年3月，伊朗商品交易所（IME）宣布粗鋼及其副產品的價格已完全自由化。伊朗礦產儲量在2014年的價值超過7,700億美元。
在2005年，伊朗3,125個在運作中的礦場中，私營的有2,747個，公共部門的為378個。截至2010年，全國30個省份中，在運作中的礦場有5,574個（包含活躍、不活躍，或是正處於安裝設備中者)。這些礦場在前幾年的累積開採數量約為2.175億噸。目前有超過100,000人從事礦業開採工作，參與礦業相關工作的總體人數約有500,000人。營運中的礦場數量為20,375個。伊朗國營的控股公司伊朗礦場與礦業發展與革新集團是世界第23大礦業公司，佔世界採礦總產量的0.6%。
伊朗國家地質及礦產勘查局在2005年至2008年的3年期間，所做的勘探項目是上屆政府同樣3年期的6倍。 自2005年以來，伊朗採礦事故死亡率從之前的每600萬噸平均死亡1人，下降到每1,000萬噸死亡1人。

## 礦產品
雖然伊朗的石油工業為國家帶進大部分的經濟收入，但石油和天然氣之外的礦業僱用的員工人數佔整體約75%，這些礦業包括煤、鐵、銅、鉛、鋅、鉻、重晶石（世界第六大生產國）、鹽、石膏、鉬、鍶、二氧化矽、鈾、和金（大部分是在撒切美銅礦綜合區，在生產銅時，一同產出）。這個位於克爾曼省的銅礦綜合區擁有世界第二大銅礦（佔世界總量的5%）2000-2001年的銅開採量約為128,500噸。在伊朗中部，靠近巴夫克、亞茲德市和克爾曼市附近有大型鐵礦存在。
伊朗生產雌黃和雄黃精礦、銀、石棉、硼砂、水硬性石灰石（製作水硬水泥用）、粘土（工業用皂土和高嶺石）、矽藻土、長石、螢石、綠松石、工業用或是玻璃用沙（石英岩和二氧化矽）、農業石灰、菱鎂礦、氮（氨和尿素的成分）、珍珠岩、天然赭石和氧化鐵礦顏料、浮岩和相關火山材料、氫氧化鈉、石頭和建築用石材（包括花崗岩、大理石、洞石、白雲石、和石灰岩）、天青石、天然硫酸鹽（明礬和硫酸鈉）、琥珀、鎢、瑪瑙、青金岩、以及滑石。伊朗還生產錳鐵、鉬鐵、霞石正長岩、翠榴石、磷酸鹽、硒、貝殼、紅柱石、岩棉、石榴石、輝長岩、閃長岩、蛭石、坡縷石、鈣、鋇、稀土元素、鈧、釔、和沸石，並有縞瑪瑙礦藏可資開採。伊朗在伊斯法罕省阿那拉克市周圍也有大量赫伯特史密斯石礦床。

### 鐵和鋼

#### 鐵礦
伊朗在2009年生產2,550萬噸鐵礦（粉狀、塊狀和精礦），但另一方面美國地質調查局表示伊朗在2009年的產量為3,300萬噸，為當年全球第8大生產國， Chadormalu採礦和工業公司和Gol Gohar Iron Ore兩家公司擁有伊朗最大的鐵礦（佔伊朗鐵礦產量的80%以上）。
- Chadormalu採礦和工業公司生產9,498,000噸鐵礦，是德黑蘭證券交易所上市中最大鐵礦生產商，[45]
- Gol Gohar Iron Ore Company生產7,209,000噸鐵礦；位於南部克爾曼省錫爾詹附近的Gol Gohar造粒廠是中東地區同類工廠中最大者，原料為Gol-e-Gohar鐵礦所生產的鐵精礦。
- 伊朗中央鐵礦石公司（Iran Central Iron Ore Company ）[46]開採約5,310,000噸鐵礦。
- 同樣位於錫爾詹的Gohar Zamin Iron Ore Mine鐵礦，在2013年估計儲量為11億噸，礦場擁有者將擴充能量，預計一年可開採1,500萬噸鐵礦，並把精礦煉製能力擴充到每年1,000萬噸，把造粒廠能力提升到每年1,000萬噸。[47]

2012年，伊朗在霍爾木茲甘省開設一間直接還原鐵（也稱海綿鐵）廠，設計產能為每年180萬噸。伊朗為增加國內鋼產量，而在2010年把鐵精礦和粒狀鐵的出口關稅分別設定為50%和35%。從2012年開始，鐵礦公司被要求為其在國內銷售的每噸鐵礦支付依照鋼坯售價2%計算的稅負（當作一種開採許可規費），相對條件是這些礦場得依照國際市場價格在國內出售部分鐵礦，之前由於伊朗政府對鐵礦在國內的售價設有上限，而這上限僅及當時國際售價的一半，這種新措施對鐵礦場而言稍微有助益。

#### 鋼

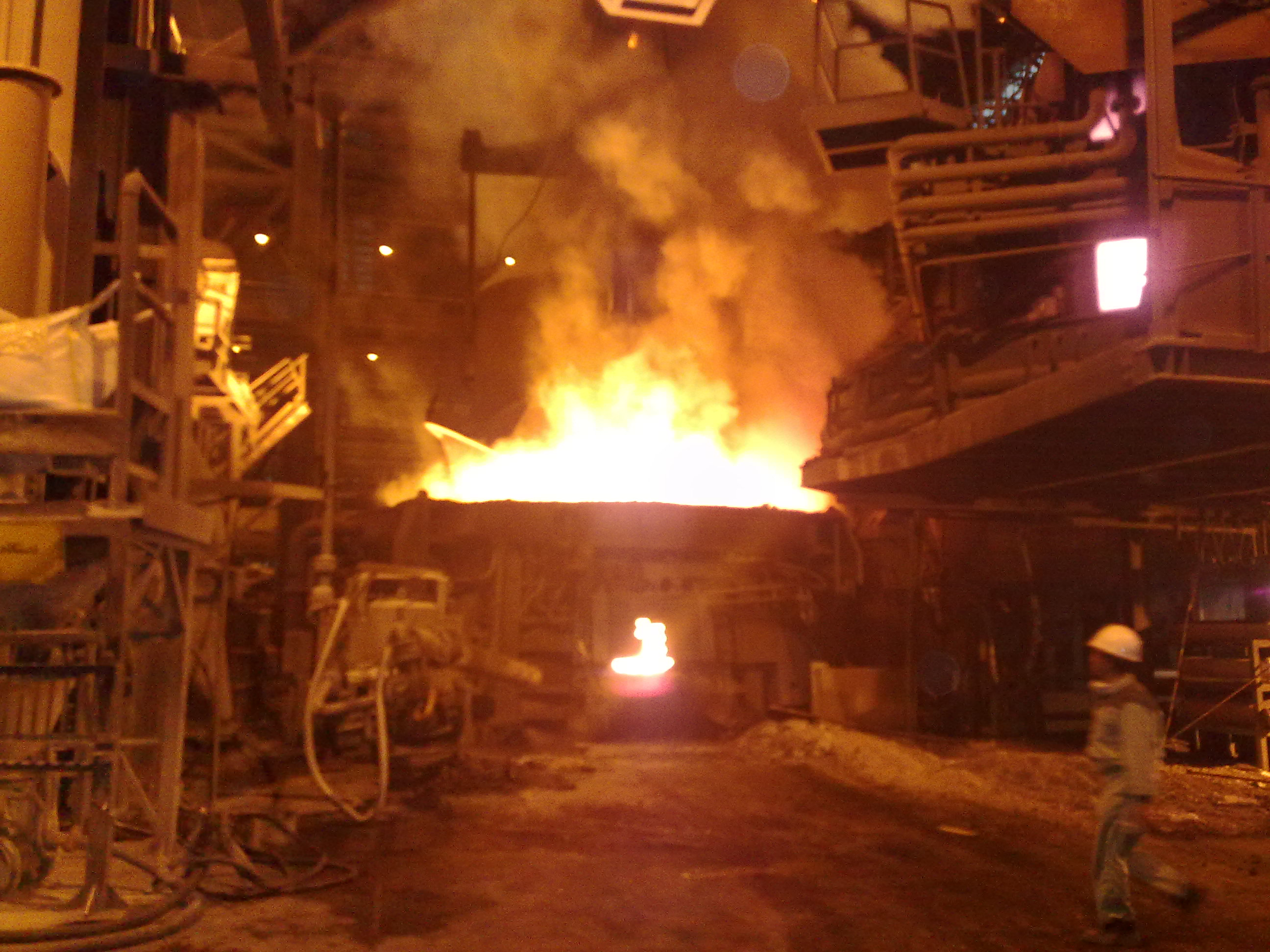
穆巴拉克鋼鐵公司在伊斯法罕的一座煉鋼廠，這是當時伊朗最大的一座。

在1979年的伊朗伊斯蘭革命之前，讓伊朗邁向工業化國家的最大轉變之一是鋼的生產。在伊斯法罕由蘇聯協助建造的巨大Aryamehr鋼鐵公司（現改稱為伊斯法罕鋼鐵公司）工廠是該國主要的工業中心。Aryamehr在1978年的鋼鐵產量超過190萬噸。
伊朗民營和國家鋼鐵項目相繼投產後，全國產能從年產1,000萬噸增加到2009年的1,700萬噸。主要煉鋼廠位於伊斯法罕市和胡齊斯坦省。
伊朗在2009年實現鋼鐵生產自給自足。伊朗在2009年生產750萬噸直接還原鐵 (DRI)，佔全球DRI產量的13%，和中東DRI總產量的41%。此外，伊朗新的鋼鐵項目還導致工業分佈擴散、貧困地區受到開發、GDP增長、和工業基礎設施增減。伊朗是世界第16大鋼鐵生產國。
根據伊朗工業，礦產和貿易部發布的資料，伊朗在2021年3月21日至12月21日的9個月期間已生產1,864萬噸的粗鋼，比前一年同期稍有下降。伊朗計畫在2025年3月成為世界第7大鋼鐵生產國。

### 鋁土礦和鋁

#### 鋁土礦
伊朗在2009年預備生產23萬噸鋁土礦。
根據世界金屬統計局（World Bureau of Metal Statistics）的數據，截至2020年，伊朗鋁土礦年產量約為89.39萬噸，當年全球鋁土礦產量約為3.689億噸。

#### 鋁
據世界金屬統計局的數據，截至2020年，伊朗鋁的年產量約為37.7萬噸，當年全球鋁產量約為6,630萬噸。

### 煤炭
伊朗已探明的可採煤儲量接近19億短噸，估計煤炭總儲量則超過500億短噸。到2008年年中，該國每年生產約為130萬短噸，消耗量大約為150萬短噸，伊朗是個煤炭淨進口國。
伊朗在2019年的煤產量為189萬短噸。

#### 焦炭
伊朗在2015年生產170萬噸焦炭。

### 鋅和鉛
伊朗已探明的鋅和鉛礦儲量超過2.2億噸。含有大約1,100萬噸鋅金屬成分和500萬噸鉛金屬成分，伊朗的鋅鉛金屬成分儲量佔世界儲量稍低於5%。伊朗的兩個重要礦場是：
- Mehdi Abad Mine（位於亞茲德市東南方115公里處[66]）擁有7,500萬噸礦石，含鋅量為6%，含鉛量為2.7%，
- Angouran Mine（位於贊詹省），擁有1,600萬噸礦石，含鋅量為26%，含鉛量為6%。

伊朗在2009年生產16.5萬噸的鋅和鉛，是中東第一，以及世界第15位。同年出口7.7萬噸鋅鉛精礦和錠。

### 鈾
據信伊朗擁有大量鈾儲量，可在提煉之後在伊朗不同地區（包括阿巴斯港、亞茲德、北呼羅珊省、和伊朗阿塞拜疆省）作核燃料使用。
估計在2018年和2019年，伊朗每年生產84噸八氧化三鈾（黃餅），原料全部產自國內礦場。由於該國鈾礦開採工業發達，伊朗與巴基斯坦比較，可提煉更多的鈾以用於核燃料和醫療用途。
根據國際原子能機構（IAEA）在2021年的報告，伊朗製造的濃縮鈾（60%濃度）的產能為一年42公斤。並有能力進一步精煉，成為核子武器級原料。

### 銅
伊朗在2009年生產383,000噸的銅。截至2011年，伊朗擁3,250萬噸銅儲量，為世界第9大。在克爾曼省撒切美銅礦綜合區的礦山包含世界第二大銅礦脈（佔世界總量的5%）。截至2010年，伊朗銅產量世界排名第10，陰極銅產量世界排名第17（22萬噸）。2009年，伊朗出口的陰極銅價值12億美元。伊朗國家銅業公司 (NICICO) 是德黑蘭證券交易所的最大上市公司之一，NICICO在2010年是伊朗石油出口商之外的最大出口商，出口額達到13億美元。

### 金
伊朗地底的黃金總儲量估計為320公噸。根據該國的短期計劃（2008年），黃金產量將達到每年5噸。而根據長期計劃，產量將上升至每年25噸。
伊朗在2018年的實際產量為3.7噸。
伊朗主要的黃金蘊藏豐富地區是：
- 克爾曼省Shahr-e Babak（英语：Shahr-e Babak）的Meydouk，
- 西亞塞拜然省皮蘭沙赫爾的Khorapeh，
- 東亞塞拜然省卡萊巴爾的Nabijan，
- 東亞塞拜然省瓦爾扎坎縣（英语：Varzaqan County）的安達陽金礦（英语：Andaryan gold mine），
- 東亞塞拜然省焦勒法的Alikh，
- 贊詹省的Loghmeh ，

2020年，錫斯坦和俾路支斯坦省省級官員在完成廣泛的勘探和調查後，宣佈在該省東南部發現大量黃金儲量，並頒發確定黃金儲量為8噸的礦山勘探許可證。伊朗官員稱這個省份是伊朗的“礦物彩虹”，擁有豐富的銻、鈦、銅、和金儲量。

### 水泥

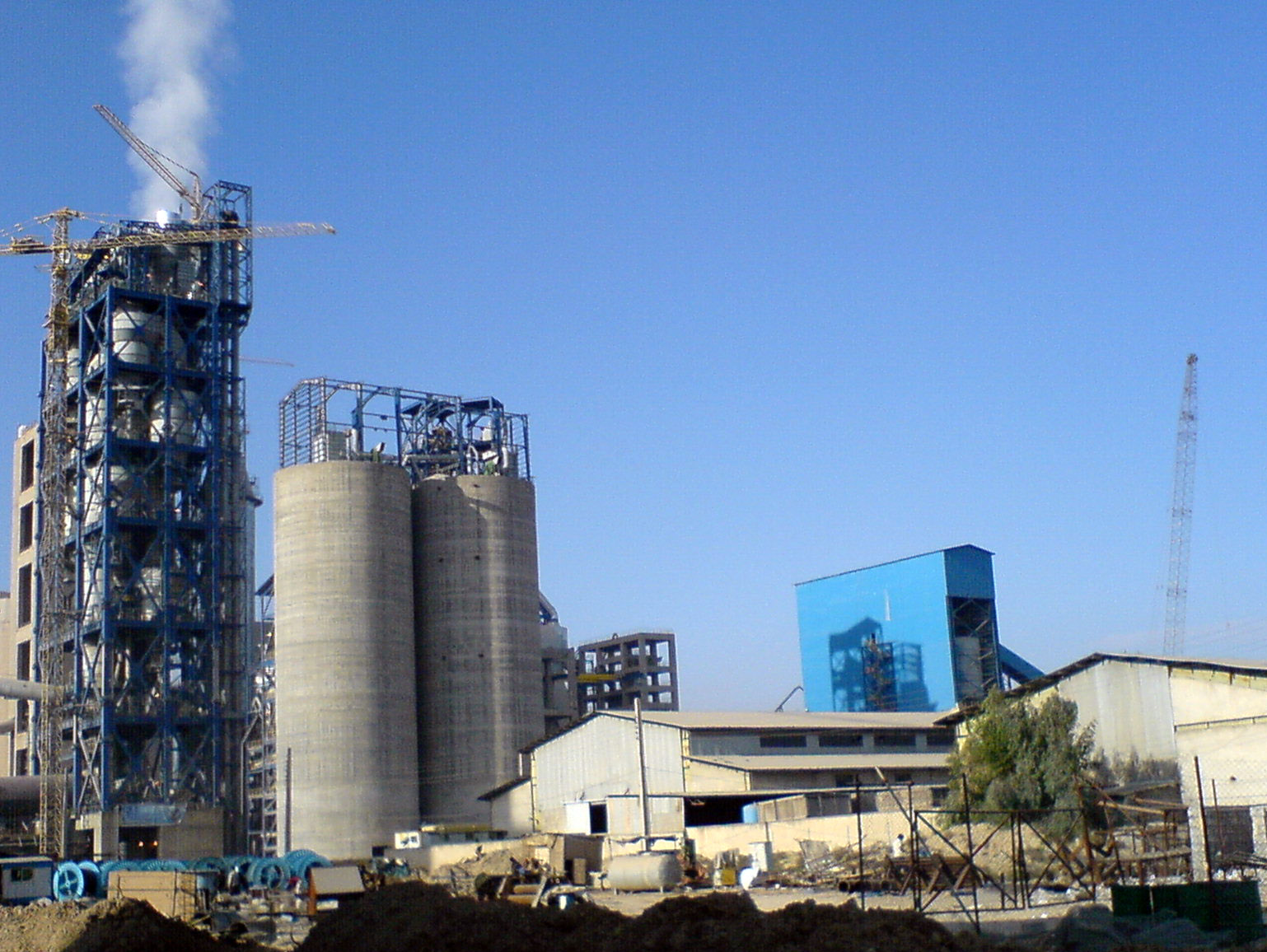
位於胡齊斯坦省的一座水泥廠。

2009年，伊朗礦場與礦業發展與革新集團（IMIDRO）報告稱伊朗的工程人員將為敘利亞、委內瑞拉、玻利維亞、阿爾及利亞、黎巴嫩、厄瓜多爾、伊拉克、白俄羅斯、和一個中亞國家建造水泥廠。伊朗是世界第7大水泥生產國，和中東及北非第2大水泥生產國（僅次於土耳其）。2009年，伊朗每年生產約6,500萬噸水泥並出口到40個國家。截至2010年，伊朗有57個活躍的水泥廠，有28家水泥公司在德黑蘭證券交易所上市。伊朗生產的水泥佔世界產量的1.8%，水泥消耗用數量則佔世界的1.6%。
伊朗自2008年以來開始開放水泥生產，以及價格自由化。水泥行業是2010年伊朗政府補貼改革計劃實施後受衝擊最嚴重的經濟部門之一，主要的原因是許多伊朗水泥廠的能源效率低下。
根據伊朗工業，礦產和貿易部發表的資料，伊朗在2020年至2021年財務年度的水泥產能為8,800萬噸，在前一個財務年度的實際水泥生產量為6,930萬噸，其中有1,500萬噸出口到伊拉克、阿富汗、和一些東南亞國家，其餘的均在國內耗用。

## 外商投資
伊朗有90%的礦場和相關大型工業都為國家擁有，伊朗政府正尋求外商直接投資以發展礦業。僅在鋼鐵和銅這兩個產業，尋求中的外國融資就約達11億美元.
伊朗在1990年代初期引入回購交易方式（政府在外國直接投資者已收回初始投資，加上預定利潤後，即把此項目回購），以繞過憲法對外國投資的限制，並避免國內潛在的政治衝突。這種做法因為可有效吸引外國資本、服務、和技術專長，同時減少花費國家外匯，並拓展出口貿易，而得到政府的支持。如果伊朗政府要達成其改善該國礦業的20年計劃目標，估計將需要200億美元，主要來自外國投資。
- 有資格獲得回購協議和外國貸款的項目是：

建立鋁金屬生產線項目
推動煤炭、鐵礦、鋼鐵、銅、和有色金屬生產、鐵合金、和黃金生產項目
- 允許伊朗進口以下設備以供礦業之用：

採礦設備，例如鑽機、裝載機、和挖掘機
支援設備，如推土機、平地機、貨車、和輔助設備
公用設施設備，如空氣壓縮機、水處理、和污水處理設備

## 生產統計
伊朗礦產數量及國際排名：
| 名稱       | 排名   | 年產量    | 年份   | 資料來源                                          | 附註                                                          |
| ---------- | ------ | --------- | ------ | ------------------------------------------------- | ------------------------------------------------------------- |
| 鋼鐵       | 第10名 | 2,900萬噸 | 2020   | 世界國家粗鋼生產量排名                            |                                                               |
| 氧化鋁     | 第26名 | 130萬噸   | 2006年 | 英國地質調查局                                    |                                                               |
| 鋁土礦     | 第10名 | 50萬噸    | 2008年 | 美國地質調查局                                    |                                                               |
| 銅         | 第16名 | 31.4萬噸  | 2017年 | “各國銅產量列表”英文版                            |                                                               |
| 鋁         | 第21名 | 37萬噸    | 2018年 | “各國鋁產量列表”英文版                            |                                                               |
| 水泥       | 第14名 | 3,265萬噸 | 2005年 | 各國水泥產量列表                                  |                                                               |
| 鐵礦石     | 第11名 | 3,800萬噸 | 2019年 | “各國鐵礦石產量列表”英文版                        |                                                               |
| 錳         | 第12名 | 11.5萬噸  | 2006年 | 英國地質調查局                                    |                                                               |
| 鍶         | 第5名  |           | 2007年 | 英國地質調查局                                    |                                                               |
| 鋅         | 第34名 | 4,500噸   | 2009年 | 各國鋅產量列表                                    |                                                               |
| 鉻         | 第5名  |           | 2002年 | 美國地質調查局                                    | 伊朗在2020年的鉻產量為13.5萬噸，佔當年世界產量3,100萬噸的0.4% |
| 鉀長石     | 第12名 | 41.2萬噸  | 2006年 | 英國地質調查局                                    |                                                               |
| 膨潤土     | 第12名 | 18.6萬噸  | 2006年 | 英國地質調查局                                    | 根據美國地質調查局的資料，名次則成為第13名                    |
| 鉬         | 第9名  | 2千噸     | 2005年 | 英國地質調查局                                    |                                                               |
| 鹽         | 第15名 | 280萬噸   | 2012年 | 各國鹽產量列表                                    | 佔世界產量1.01%                                               |
| 重晶石     | 第6名  | 29萬噸    | 2006年 | Baryte Production Rankings （页面存档备份，存于） | 約世界產量的3.67%                                             |
| 石膏       | 第2名  |           | 2006年 | 英國地質調查局                                    | 中國石膏產量世界第一                                          |
| 鐵礦       | 第9名  | 3,500萬噸 | 2006年 | 英國地質調查局                                    |                                                               |
| 珍珠岩     | 第10名 | 3萬噸     | 2006年 | 英國地質調查局                                    |                                                               |
| 銀         | 第19名 | 9萬噸     | 2008年 | The Silver Institute                              |                                                               |
| 碳酸鈉     | 第20名 | 14萬噸    | 2006年 | 美國地質調查局                                    |                                                               |
| 雲母       | 第9名  | 7千噸     | 2006年 | 美國地質調查局                                    |                                                               |
| 菱鎂礦     | 第13名 | 9萬噸     | 2006年 | 美國地質調查局                                    |                                                               |
| 鉛]        | 第16名 | 2.4萬噸   | 2006年 | 美國地質調查局                                    |                                                               |
| 高嶺石     | 第12名 | 55萬噸    | 2006年 | 美國地質調查局                                    |                                                               |
| 二氧化矽   | 第14名 | 190萬噸   | 2006年 | 美國地質調查局                                    |                                                               |
| 水硬水泥   | 第14名 | 3,270萬噸 | 2006年 | 美國地質調查局                                    |                                                               |
| 金         | 第74名 | 0.25 噸   | 2008年 | 各國黃金產量列表金                                |                                                               |
| 鉻鐵       | 第14名 | 8千噸     | 2006年 | 美國地質調查局                                    |                                                               |
| 矽藻土     | 第20名 | 8千噸     | 2006年 | 美國地質調查局                                    |                                                               |
| 天青石     | 第6名  | 7.5千噸   | 2006年 | 美國地質調查局                                    |                                                               |
| 硼         | 第9名  | 3千噸     | 2006年 | 美國地質調查局                                    |                                                               |
| 石棉       | 第9名  | 5千噸     | 2006年 | 美國地質調查局                                    |                                                               |
| 砷         | 第11名 | 100噸     | 2006年 | 美國地質調查局                                    |                                                               |
| 氨         | 第21名 | 102萬噸   | 2006年 | 美國地質調查局                                    |                                                               |
| 霞石正長岩 | 第4名  | 7.5萬噸   | 2007年 | 英國地質調查局                                    |                                                               |
| 磷酸鹽岩   | 第27名 | 6.2萬噸   | 2011年 | 英國地質調查局                                    |                                                               |
| 硫及黃鐵礦 | 第12名 | 160萬噸   | 2011年 | 英國地質調查局                                    |                                                               |
| 鈾         | 第13名 | 71噸      | 2018年 | 世界核能協會                                      |                                                               |

## 外部連結
- Ministry of Industry, Mine and Trade – Iran
- Annual Reviews – Reports by the Central Bank of Iran, including statistics about the mining sector in Iran.
- Iran's Mining Sector
- Mining to Iran – Australian Trade
- National Geoscience Database of Iran
  - Mineral Database of Iran
- Iran mining & related industries information center （页面存档备份，存于）
- Mining Industry of Iran 1997 （页面存档备份，存于）
- Ferroalloys: World production by ountry, furnace （页面存档备份，存于）
- Market of Iran
- Importance of mining cooperation between Iran, Turkey and Pakistan

Specialized reports
- Iran Metals Report Business Monitor International (2012)
- The Mineral Industry of Iran （页面存档备份，存于） (2002)

Videos
Iran's mining industry - Press TV (2011):
- Part I （页面存档备份，存于）
- Part II （页面存档备份，存于）